# ZTTレコーズ
ZTTレコード（ズィー・ティー・ティー・レコード、ZTT Records）とは、NMEのジャーナリストであったポール・モーリー（Paul Morley）、音楽プロデューサーのトレヴァー・ホーン、そしてトレヴァーの妻でありビジネス・ウーマンのジル・シンクレア（Jill Sinclair）が共同で1983年に設立したレコード・レーベル。その設立初期からイギリスのヒット・チャートを賑わすアーティストを多く輩出していて、最も有名なところでは1983年にフランキー・ゴーズ・トゥ・ハリウッドの大ヒット曲「リラックス」などがある。1980年代に、実験的なポピュラー音楽を次々とリリースし、後の音楽に大きな影響を与えたとされる。

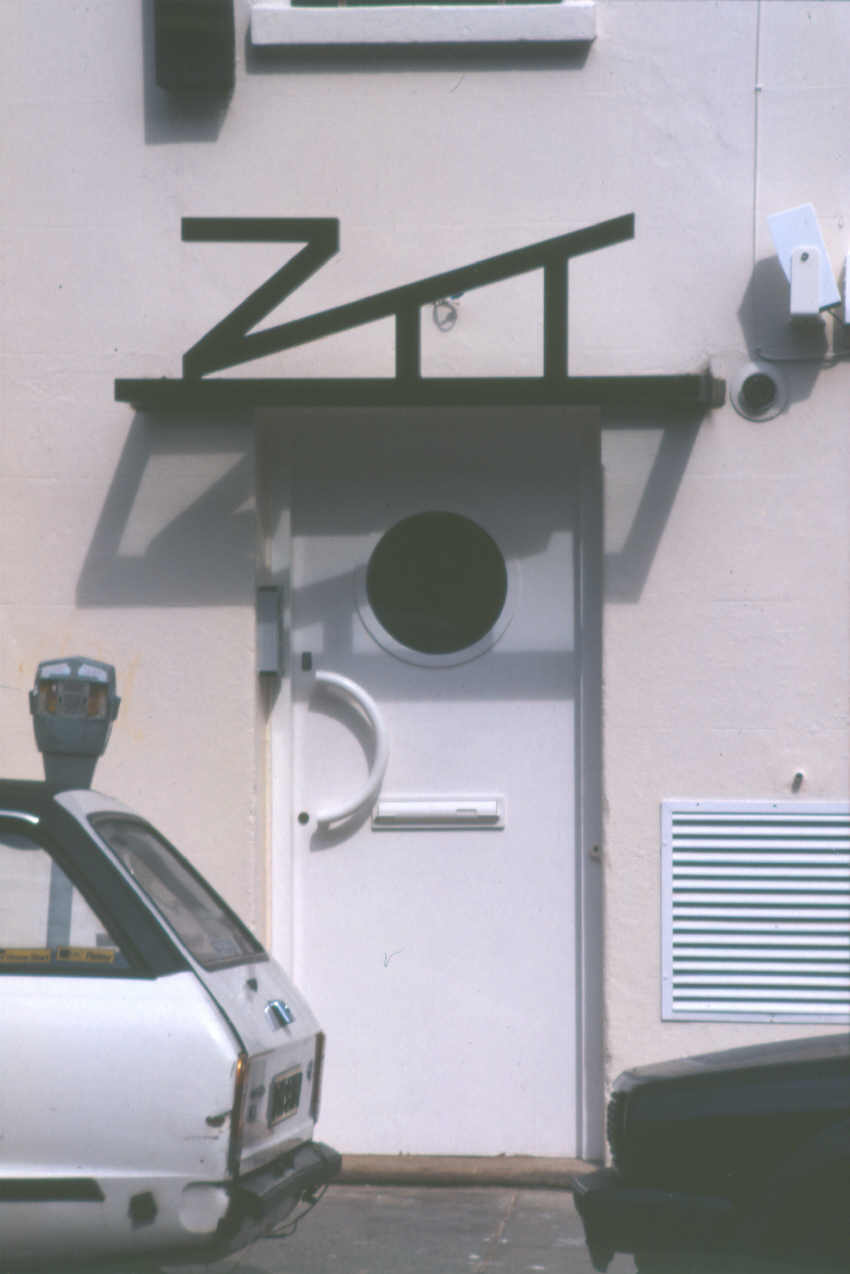
ロンドンのZTTレコード（1986年）

## 名称の由来
「ZTT」の名称は、イタリア未来派の詩人フィリッポ・トンマーゾ・マリネッティのサウンド・ポエム・タイトル「Zang Tumb Tumb」や「Tuuuum」という単語から影響を受けている。レコードやCDのジャケットまたはスリーヴへの表記上は、斜体の「ZTT」のみの場合もあるが他にも「Zang Tumb Tuum」や「Zang Tuum Tumb」など、様々な表記が使われた。

## 軌跡
ZTTレーベルへの布石は、トレヴァーのプロデュースによる「ABC」のアルバム『ルック・オブ・ラヴ』から始まっている。1983年、イエスのアルバム『ロンリー・ハート』の世界的なヒットから、トレヴァー・ホーンとゲイリー・ランガンによるプロデュース・スタイルが一気に注目され、当時としては資産といえる水準の価格（ほぼポルシェやフェラーリ、1台分と同額）だったフェアライトCMIやシンクラヴィアなど、市販された製品としては最初のサンプリング・マシーンを多用したサウンドがZTTの音楽的な基盤を作っていった。また前述の機材はDAWの先駆けであったこともあり、ZTTはDTMの先駆的な実践者とも言える。

### サンプリング・サウンド
その後、ゲイリー・ランガンが、イエスのアルバム・レコーディング中にアラン・ホワイトのドラム・トラッキング中使用されなかったサンプリング素材や、その他にもストリングス・セクションやブラス・セクションをサンプリングしてオーケストラル・ヒットやブラス・ヒットとして使用されなかった音素材を活用。実験的なサウンド・ソースとして用い、アヴァンギャルドなサウンドをベースに持つ「プロパガンダ」や、より独創的なサウンドの「アート・オブ・ノイズ」などで斬新なサウンド・プロデュースやサウンド・エンジニアリングを行い、フェアライトCMIやシンクラヴィアを多用して、圧倒的な音圧を誇るサウンドを次々と作りだしていった。アート・オブ・ノイズに関してはサンプリングの素材に対するヒントや演奏方法など、既存の楽器では生み出すことが出来ない世界観を作り出し、世界中の多くの作家やアレンジャーなどが模倣するようになり、すぐさま浸透し一般的なサウンドとなった。特にダンス・ミュージックに対して与えた影響は計り知れず、現代的なヒップホップやドラムンベースなどの原点にもなっている。

### ヒットの連続
1983年、フランキー・ゴーズ・トゥ・ハリウッドのシングル「リラックス」が発売され世界中で大ヒットし、戦略的にもZTTの名をバンドと共に世に知らしめることとなり、1984年には新人ながらいきなりの2枚組アルバム『ウェルカム・トゥ・ザ・プレジャードーム』もヒットさせ、レーベルには沢山のアーティストが加わるようになった。プロデューサーのスティーヴ・リプソン（Steve Lipson）がフランキーの音楽制作に加わるようになってから、レーベル・サウンドの傾向はより音楽的なグルーヴや質感を増すようになり、レーベル当初のシンセサイザー路線に加え幅広さが出るようになった。グレイス・ジョーンズのアルバム『スレイヴ・トゥ・ザ・リズム』辺りからその傾向は顕著で、R&Bを現代風に昇華させた傑作も生み出している。

### プロデューサー
プロデューサーであるトレヴァー・ホーン、ゲイリー・ランガン、スティーヴ・リプソンのそれぞれがミュージシャン時代に、ギター、ベース、キーボードなどでのスタジオ・ワークをこなしていた技量の持ち主ということから、レコーディングにおいてはクレジットされていない部分でもメンバーに代わってベースやギターを弾き直したり弾き足したりと、演奏面でも数多くの作品に関与している。一般的には楽器演奏やアレンジで音楽制作に関与せず制作総指揮を執るスタイルのプロデューサーもいる中、ZTTの場合は何処から何処までがメンバーの演奏で、どの部分がプロデューサーの演奏なのかはレコーディング現場の当事者のみ知るほど、多くの演奏やアレンジで関与している場合が多い。フランキー・ゴーズ・トゥ・ハリウッドのレコーディング・スタッフが伝えるところによると、デビュー直後はベーシスト以外はあまり演奏が上手くなかったので、レコーディングを終えスタジオをクローズした後、メンバーが帰ったのを確認してから演奏ミスの差し替えや弾き直しなどを行っていたそうで、プロデューサーが納得しない演奏の揺らぎやミスなどは随時修正され、常に完璧なサウンドだけを残していたという。それらはトレヴァー・ホーンの完璧主義やスティーヴ・リプソンのセンスなどで判断していたものと推察できる。

### 1990年代以降
1980年代はフランキー・ゴーズ・トゥ・ハリウッドが当時のディスコで大流行したが、1990年代にはトレヴァー・ホーンの秘蔵っ子「シール」がクラブで流行したり、映画のサウンドトラックに楽曲が使われたりするなど、1980年代に活躍したアーティストは既に解散していたり活動が停滞している中、次世代アーティストがZTTの看板アーティストとして継続している。1990年代半ばあたりからフランキー・ゴーズ・トゥ・ハリウッドの最新リミックス盤や、アート・オブ・ノイズ、プロパガンダらの様々なフォーマットによる再発盤が発売されるなどしている。

### 現在
ZTTレコードは「SPZ Group」の傘下にある。「SPZ」とは「Sarm Perfect ZTT」の略称で、Sarm Studios（レコーディング・スタジオ）、Perfect Songs publishing（音楽出版）、ZTT recordsの連合体の頭文字をつなげた形だ。初期のZTTはトレヴァー・ホーンの妻が所有していたSarm Studioを拠点としながらトレヴァー・ホーンと共にSarm Westへも拡充しながらスタジオ経営及び音楽制作現場、音楽出版、レコード・レーベルが三位一体となった体制で運営されていて、当初から「ZTTサウンド = Sarm Westサウンド = トレヴァー・ホーン」という図式が成り立つほど密接な関係にあった。

## 主な所属アーティスト
1980年代
- アクト (Act)

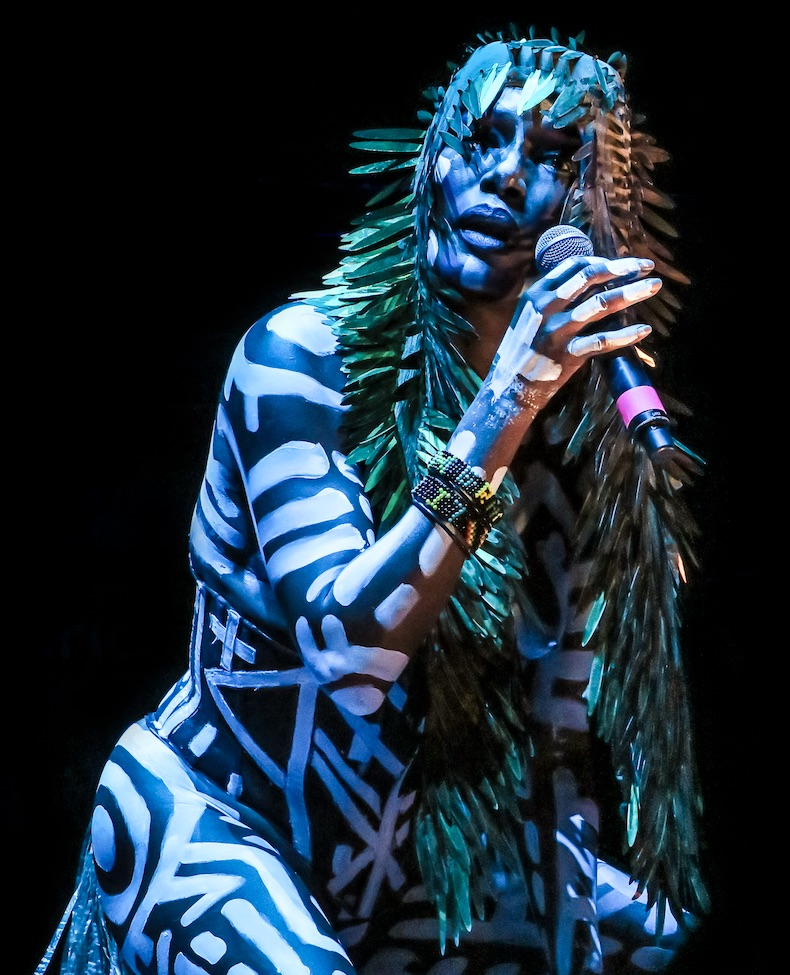
グレイス・ジョーンズ

- アート・オブ・ノイズ (Art of Noise)
- デヴィッド・ベッドフォード (David Bedford)
- 808ステイト (808 State)
- フランキー・ゴーズ・トゥ・ハリウッド (Frankie Goes to Hollywood)
- グレン・グレゴリー（英語版）&クラウディア・ブルッケン（英語版） (Glenn Gregory & Claudia Brücken)
- グレイス・ジョーンズ (Grace Jones)
- スタンリー・マイヤーズ (Stanley Myers)
- ロイ・オービソン (Roy Orbison)
- アン・ピゲール（英語版） (Anne Pigalle)
- アンドリュー・ポピー (Andrew Poppy)
- プロパガンダ (Propaganda)
- ハンス・ジマー (Hans Zimmer)

1990年代
- アダムスキーズ・シング（英語版） (Adamski's Thing)
- アフリカ・バンバータ&ソウルソニック・フォース (Afrika Bambaataa & The Soulsonic Force)
- オール・セインツ (All Saints) ※All Saints 1.9.7.5.として
- ザ・フレイムス（英語版） (The Frames)
- グラム・メタル・ディテクティヴズ（英語版） (The Glam Metal Detectives)
- ハイツ・オブ・エイブラハム（英語版） (The Heights of Abraham)
- フードラム・プリースト（英語版） (Hoodlum priest)
- イメージ・オブ・ア・グループ (The Image of a Group) ※アート・オブ・ノイズの変名
- クライマックス (Klymaxx)
- シェイン・マガウアン (Shane MacGowan)
- カースティ・マッコール (Kirsty MacColl)
- エムシー・チューンズ (MC Tunes)
- シール (Seal)
- セクサス (Sexus)
- サン・エレクトリック (Sun Electric)
- タラ (Tara)
- トム・ジョーンズ (Tom Jones)
- ウェンディ&リサ (Wendy & Lisa)

2000年代
- デヴィッド・ジョーダン (David Jordan)
- レイジング・スピードホーン (Raging Speedhorn)
- リサ・スタンスフィールド (Lisa Stansfield)

2010年代
- バグルス (The Buggles)
- ザ・プロデューサーズ (The Producers)